# (31845) 2000 DK17
(31845) 2000 DK17 est un astéroïde aréocroiseur découvert en 2000.

## Description
(31845) 2000 DK17 a été découvert le 29 février 2000 à l'observatoire Magdalena Ridge, situé dans le comté de Socorro, au Nouveau-Mexique (États-Unis), par le projet Lincoln Near-Earth Asteroid Research (LINEAR).

### Caractéristiques orbitales
L'orbite de cet astéroïde est caractérisée par un demi-grand axe de 2,12 ua, un périhélie de 1,56 ua, une excentricité de 0,26 et une inclinaison de 2,72° par rapport à l'écliptique. Du fait de ces caractéristiques, à savoir un demi-grand axe inférieur à 3,2 ua et un périhélie compris entre 1,3 et 1,666 ua, il croise l'orbite de Mars et est classé, selon la JPL Small-Body Database, comme astéroïde aréocroiseur (aréo venant de Arès).

### Caractéristiques physiques
(31845) 2000 DK17 a une magnitude absolue (H) de 16,2 et un albédo estimé à 0,365.